# برینتسیو
برینتسیو (به ایتالیایی: Brinzio) یک کومونه و روستا در ایتالیا است که در استان وارزه واقع شده‌است.

## خصوصیات
برینتسیو ۶٫۴ کیلومترمربع مساحت و ۸۶۲ نفر جمعیت دارد و ۵۱۰ متر بالاتر از سطح دریا واقع شده‌است.

## خواهرخوانده
شهر Chaux خواهرخواندهٔ برینتسیو هست.